# Rhipidia
Rhipidia is een muggengeslacht uit de familie van de steltmuggen (Limoniidae).

## Soorten

### OndergeslachtEurhipidia
- R. (Eurhipidia) aoroneura (Alexander, 1956)
- R. (Eurhipidia) argema (Alexander, 1967)
- R. (Eurhipidia) brevifilosa (Alexander, 1965)
- R. (Eurhipidia) citricolor (Alexander, 1976)
- R. (Eurhipidia) coheriana (Alexander, 1959)
- R. (Eurhipidia) endecamera (Alexander, 1960)
- R. (Eurhipidia) expansimacula (Alexander, 1934)
- R. (Eurhipidia) extraria (Alexander, 1955)
- R. (Eurhipidia) formosana Alexander, 1923
- R. (Eurhipidia) garrula (Alexander, 1933)
- R. (Eurhipidia) garruloides (Alexander, 1933)
- R. (Eurhipidia) hariola (Alexander, 1965)
- R. (Eurhipidia) hexadiclona (Alexander, 1967)
- R. (Eurhipidia) impicta (Edwards, 1933)
- R. (Eurhipidia) incompleta (Riedel, 1914)
- R. (Eurhipidia) luteipleuralis (Alexander, 1931)
- R. (Eurhipidia) mediofilosa (Alexander, 1965)
- R. (Eurhipidia) morionella Edwards, 1928
- R. (Eurhipidia) perscitula (Alexander, 1966)
- R. (Eurhipidia) pictipennis Edwards, 1926
- R. (Eurhipidia) simplicis (Alexander, 1966)
- R. (Eurhipidia) submorionella (Alexander, 1956)

### OndergeslachtRhipidia
- R. (Rhipidia) afra Bergroth, 1888
- R. (Rhipidia) agglomerata Alexander, 1926
- R. (Rhipidia) alampetis (Alexander, 1971)
- R. (Rhipidia) annulicornis Enderlein, 1912
- R. (Rhipidia) antennata (Brunetti, 1911)
- R. (Rhipidia) antrotrichia (Alexander, 1967)
- R. (Rhipidia) aoneurodes (Alexander, 1979)
- R. (Rhipidia) aphrodite (Alexander, 1942)
- R. (Rhipidia) aspilota (Alexander, 1967)
- R. (Rhipidia) atomaria (Loew, 1866)
- R. (Rhipidia) atopolobos (Alexander, 1979)
- R. (Rhipidia) banosensis (Alexander, 1946)
- R. (Rhipidia) bellingeri (Alexander, 1964)
- R. (Rhipidia) bipectinata Williston, 1896
- R. (Rhipidia) brevipetalia (Alexander, 1950)
- R. (Rhipidia) breviramosa (Alexander, 1936)
- R. (Rhipidia) bruchiana (Alexander, 1929)
- R. (Rhipidia) bryanti Johnson, 1909
- R. (Rhipidia) calverti Alexander, 1912
- R. (Rhipidia) cassandra (Alexander, 1945)
- R. (Rhipidia) cermatoleuca (Alexander, 1967)
- R. (Rhipidia) commelina (Alexander, 1946)
- R. (Rhipidia) complexa (Alexander, 1950)
- R. (Rhipidia) conica Alexander, 1914
- R. (Rhipidia) costaloides Alexander, 1920
- R. (Rhipidia) cramptoni Alexander, 1912
- R. (Rhipidia) crassirostris (Alexander, 1965)
- R. (Rhipidia) ctenophora Loew, 1871
- R. (Rhipidia) curtiramosa (Alexander, 1979)
- R. (Rhipidia) cymula (Alexander, 1979)
- R. (Rhipidia) cytherea (Alexander, 1942)
- R. (Rhipidia) chiloeana (Alexander, 1967)
- R. (Rhipidia) choprai (Alexander, 1927)
- R. (Rhipidia) degradans Savchenko, 1983
- R. (Rhipidia) demarcata (Brunetti, 1912)
- R. (Rhipidia) diacaena (Alexander, 1978)
- R. (Rhipidia) dione (Alexander, 1964)
- R. (Rhipidia) diploclada (Alexander, 1941)
- R. (Rhipidia) discreta Edwards, 1926
- R. (Rhipidia) distela (Alexander, 1967)
- R. (Rhipidia) domestica Osten Sacken, 1860
- R. (Rhipidia) dotalis (Alexander, 1942)
- R. (Rhipidia) effusa (Alexander, 1956)
- R. (Rhipidia) eliana (Alexander, 1950)
- R. (Rhipidia) eremnocera (Alexander, 1970)
- R. (Rhipidia) eremnoptera (Alexander, 1967)
- R. (Rhipidia) euterpe (Alexander, 1961)
- R. (Rhipidia) femorasetosa (Alexander, 1956)
- R. (Rhipidia) fidelis Osten Sacken, 1860
- R. (Rhipidia) flabelliformis (Alexander, 1934)
- R. (Rhipidia) flavopostica (Alexander, 1978)
- R. (Rhipidia) gaspicola (Alexander, 1941)
- R. (Rhipidia) gethosyne (Alexander, 1961)
- R. (Rhipidia) gracililoba (Alexander, 1978)
- R. (Rhipidia) gracilirama (Alexander, 1940)
- R. (Rhipidia) griseipennis Edwards, 1926
- R. (Rhipidia) griveaudi (Alexander, 1961)
- R. (Rhipidia) guerrerensis (Alexander, 1946)
- R. (Rhipidia) hedys (Alexander, 1980)
- R. (Rhipidia) hirtilobata (Alexander, 1939)
- R. (Rhipidia) hoguei (Byers, 1981)
- R. (Rhipidia) holwayi (Alexander, 1978)
- R. (Rhipidia) huachucensis (Alexander, 1955)
- R. (Rhipidia) hypomelania (Alexander, 1936)
- R. (Rhipidia) illuminata (Alexander, 1967)
- R. (Rhipidia) impictipennis (Alexander, 1952)
- R. (Rhipidia) improperata (Alexander, 1936)
- R. (Rhipidia) inaequipectinata (Alexander, 1929)
- R. (Rhipidia) ingenua (Alexander, 1945)
- R. (Rhipidia) invaripennis (Alexander, 1941)
- R. (Rhipidia) isospilota (Alexander, 1936)
- R. (Rhipidia) javanensis de Meijere, 1911
- R. (Rhipidia) josephi (Alexander, 1971)
- R. (Rhipidia) jubilata (Alexander, 1938)
- R. (Rhipidia) juninensis (Alexander, 1942)
- R. (Rhipidia) kama (Alexander, 1956)
- R. (Rhipidia) katernes (Alexander, 1980)
- R. (Rhipidia) laetitarsis (Alexander, 1938)
- R. (Rhipidia) lais (Alexander, 1950)
- R. (Rhipidia) latilutea (Alexander, 1942)
- R. (Rhipidia) leda (Alexander, 1945)

- R. (Rhipidia) lichnophora (Alexander, 1962)
- R. (Rhipidia) longispina Alexander, 1922
- R. (Rhipidia) longurio (Alexander, 1938)
- R. (Rhipidia) lucea Savchenko, 1974
- R. (Rhipidia) luquilloensis (Alexander, 1950)
- R. (Rhipidia) luxuriosa (Alexander, 1929)
- R. (Rhipidia) maculata

Rhipidia maculata Meigen, 1818
- R. (Rhipidia) martinezi (Alexander, 1978)
- R. (Rhipidia) megalopyga (Alexander, 1967)
- R. (Rhipidia) melanaria (Alexander, 1942)
- R. (Rhipidia) microsticta Alexander, 1921
- R. (Rhipidia) miosema (Speiser, 1909)
- R. (Rhipidia) monnula (Alexander, 1962)
- R. (Rhipidia) monoctenia (Alexander, 1935)
- R. (Rhipidia) monophora (Alexander, 1952)
- R. (Rhipidia) monoxantha (Alexander, 1944)
- R. (Rhipidia) mordax (Alexander, 1950)
- R. (Rhipidia) multifida Alexander, 1926
- R. (Rhipidia) multiguttata Alexander, 1912
- R. (Rhipidia) multipunctigera (Alexander, 1946)
- R. (Rhipidia) multiramosa (Alexander, 1950)
- R. (Rhipidia) mutila Alexander, 1928
- R. (Rhipidia) myriosticta (Alexander, 1941)
- R. (Rhipidia) mystica (Alexander, 1931)
- R. (Rhipidia) neglecta (Alexander, 1936)
- R. (Rhipidia) neomelanaria (Alexander, 1980)
- R. (Rhipidia) neomystica (Alexander, 1980)
- R. (Rhipidia) neorhasma (Alexander, 1978)
- R. (Rhipidia) nigrorostrata (Alexander, 1938)
- R. (Rhipidia) nobilissima (Alexander, 1941)
- R. (Rhipidia) nubilosa (Alexander, 1967)
- R. (Rhipidia) ocellana (Alexander, 1942)
- R. (Rhipidia) pallatangae (Alexander, 1929)
- R. (Rhipidia) pallidipes Alexander, 1921
- R. (Rhipidia) pallidistigma Alexander, 1928
- R. (Rhipidia) paraguayana (Alexander, 1929)
- R. (Rhipidia) parahedys (Alexander, 1980)
- R. (Rhipidia) paulus (Alexander, 1947)
- R. (Rhipidia) perarmata Alexander, 1921
- R. (Rhipidia) peratripes (Alexander, 1967)
- R. (Rhipidia) persimplex (Alexander, 1950)
- R. (Rhipidia) phaon (Alexander, 1950)
- R. (Rhipidia) platyphallus (Alexander, 1969)
- R. (Rhipidia) plurinervis Riedel, 1921
- R. (Rhipidia) polyclada (Alexander, 1943)
- R. (Rhipidia) polythrix (Alexander, 1978)
- R. (Rhipidia) praesuffusa (Alexander, 1969)
- R. (Rhipidia) pratti (Alexander, 1950)
- R. (Rhipidia) preapicalis (Alexander, 1956)
- R. (Rhipidia) proctigerica (Alexander, 1950)
- R. (Rhipidia) profana (Alexander, 1941)
- R. (Rhipidia) proliferata (Alexander, 1940)
- R. (Rhipidia) proseni (Alexander, 1955)
- R. (Rhipidia) pulcherrima Edwards, 1928
- R. (Rhipidia) pulchra de Meijere, 1904
- R. (Rhipidia) pumilistyla (Alexander, 1978)
- R. (Rhipidia) punctiplena Mik, 1887
- R. (Rhipidia) punctoria (Alexander, 1929)
- R. (Rhipidia) reductispina Savchenko, 1983
- R. (Rhipidia) rhasma (Alexander, 1971)
- R. (Rhipidia) schadei (Alexander, 1929)
- R. (Rhipidia) schwarzi Alexander, 1912
- R. (Rhipidia) sejugata (Alexander, 1939)
- R. (Rhipidia) septentrionis Alexander, 1913
- R. (Rhipidia) servilis (Alexander, 1932)
- R. (Rhipidia) seydeli (Alexander, 1956)
- R. (Rhipidia) shannoni Alexander, 1914
- R. (Rhipidia) sigilla (Alexander, 1956)
- R. (Rhipidia) sigilloides (Alexander, 1955)
- R. (Rhipidia) simplicicornis (Alexander, 1938)
- R. (Rhipidia) spadicithorax (Edwards, 1912)
- R. (Rhipidia) sprucei (Alexander, 1943)
- R. (Rhipidia) steyskali (Alexander, 1970)
- R. (Rhipidia) stonei (Alexander, 1938)
- R. (Rhipidia) subcostalis Alexander, 1922
- R. (Rhipidia) subpectinata Williston, 1896
- R. (Rhipidia) subproctigerica (Alexander, 1978)
- R. (Rhipidia) subterminalis Alexander, 1921
- R. (Rhipidia) subtesselata (Brunetti, 1912)
- R. (Rhipidia) subvafra (Alexander, 1962)
- R. (Rhipidia) succentiva (Alexander, 1941)
- R. (Rhipidia) superarmata (Alexander, 1942)
- R. (Rhipidia) surinamica (Alexander, 1946)
- R. (Rhipidia) sybarita (Alexander, 1946)
- R. (Rhipidia) sycophanta (Alexander, 1946)
- R. (Rhipidia) synspilota (Alexander, 1935)
- R. (Rhipidia) tabescens Enderlein, 1912
- R. (Rhipidia) tenuirama (Alexander, 1966)
- R. (Rhipidia) tetracantha Alexander, 1927
- R. (Rhipidia) tetraleuca (Alexander, 1937)
- R. (Rhipidia) thysbe (Alexander, 1942)
- R. (Rhipidia) tiresias (Alexander, 1950)
- R. (Rhipidia) triarmata (Alexander, 1930)
- R. (Rhipidia) tridigitata (Alexander, 1943)
- R. (Rhipidia) trigracilis (Alexander, 1958)
- R. (Rhipidia) tripectinata (Alexander, 1931)
- R. (Rhipidia) turritella (Alexander, 1943)
- R. (Rhipidia) ugra (Alexander, 1965)
- R. (Rhipidia) unipectinata Williston, 1896
- R. (Rhipidia) uniseriata Schiner, 1864
- R. (Rhipidia) uxor (Alexander, 1942)
- R. (Rhipidia) vafra (Alexander, 1941)
- R. (Rhipidia) variicosta (Alexander, 1934)
- R. (Rhipidia) willistoniana (Alexander, 1929)
- R. (Rhipidia) xanthoscelis (Edwards, 1933)